# Саган-Жалгай (Аларский район)
Саган-Жалгай (бур. Сагаан Жалга) — деревня в Аларском районе Усть-Ордынского Бурятского округа Иркутской области. Входит в муниципальное образование «Бахтай».

## География
Деревня расположена в 36 км северо-восточнее районного центра, на высоте 537 м над уровнем моря.
Состоит из 1 улицы (Белая Падь).

## Происхождение названия
Название Саган-Жалгай происходит от бурятского сагаан жалга — «белый овраг».

## История
Первоначально населённый пункт был основан в начале XX века как заимка. В 1930-е годы в Саган-Жалгае была организована артель, в скорости после этого — колхоз «Ангара», который затем стал третьей бригадой колхоза «Сталинская правда». В конце 1930-х в деревню в надежде укрыться от репрессий переселились жители деревень Тохтуй (Тахта) и Налюр Нукутского района, ныне исчезнувших. Ещё в 1920-х они использовали местность в окрестностях Саган-Жалгая для выпаса скота. В послевоенные годы в населённом пункте функционировали две МТФ, свиноферма, большой зерносклад, конный двор, хомутарка, кузница, машинный двор, школа, магазин, клуб. Работать на комсомольско-молодёжную ферму приезжали работать из соседних населённых пунктов, в частности из Бахтая и Ундэр-Хуана. В населённом пункте насчитывалось около 40 дворов, население составляло более 100 человек. Отток населения начался в 1970-е годы. Однако, в конце 1980-х там ещё жило относительно много людей. В начале 1990-х были закрыты скотоводческая ферма, школа, магазин. Жители деревни стали переезжать, переносить дома в соседние населённые пункты.

## Инфраструктура
В настоящий момент в населённом пункте отсутствуют вода, электричество.

## Население
| 2002 | 2010 | 2011 | 2012 |
| ---- | ---- | ---- | ---- |
| 22   | ↘3   | →3   | →3   |